# Kenzō Masaoka
Kenzō Masaoka (政岡憲三, Masaoka Kenzō), né le 5 octobre 1898 à Osaka et mort le 23 novembre 1988 à Tokyo, est un réalisateur d'animes japonais. Il a révolutionné le domaine de l'animation au Japon, si bien qu'on l'a surnommé le « Walt Disney japonais ».

## Biographie
Né dans une famille aisée originaire d'Osaka en 1898, Kenzō Mosaoka fait des études d'art, notamment de peinture japonaise et occidentale. D'abord attiré par le cinéma, il devient assistant du cinéaste Shōzō Makino en 1925, puis s'essaye au métier de caméraman et à la réalisation (il finance lui-même son tournage d'un court film pour enfant : Kai no kyuden). C'est cependant en 1932 que Masaoka s'oriente vers l'animation en réalisant son premier film (Nansensu monogatari dai ippen : Sarugashima, L'île au singe), avant de créer le studio Masaoka Film Production à Kyoto.
Contrairement à tous ses contemporains, Masaoka révolutionne l'animation japonaise en décidant de réaliser ses films sur celluloïd, comme aux États-Unis, plutôt que sur papier. Cependant, le procédé étant coûteux, il doit s'associer avec la compagnie Shōchiku pour réaliser en 1933 le premier film entièrement parlant de l'histoire de l'animation japonaise : Chikara to onna no yo no naka (Le monde du pouvoir et des femmes). Durant les années qui suivent, Masaoka acquiert une grande popularité en réalisant de nombreuses œuvres remarquées (Princesse Kaguya, La fée des forêts, etc.). On le surnomme même le « Disney japonais ».
Pendant la guerre, Masaoka réalise notamment L'Araignée et la Tulipe (Kumo to chūrippu). Ce film reste une des plus belles réalisations de l'époque avec une animation très en avance sur son temps et une inspiration très poétique. 
Après la guerre, Masaoka fonde un nouveau studio avec ses amis Sanae Yamamoto et Yosuji Murato : Nichidō Eiga-sha. C'est ce studio qui sera d'ailleurs racheté en 1956 pour former le célèbre studio Tōei animation. Il réalise donc à cette époque de nouveau des œuvres remarquées, par exemple Féerie de printemps (Haru no Gensō) en 1946. Cependant, en 1949, Masaoka est atteint de troubles de la vue et doit abandonner l'animation. Il récupérera la vue un peu plus tard et s'essaiera à divers métier comme dessinateur de storyboard ou enseignant. 
Il meurt en 1988 à l'âge de quatre-vingt-dix ans, sans parvenir à terminer son dernier grand projet d'adapter La Petite Sirène en dessin animé.

## Liste de ses œuvres
- 1927 : Kai no kyuden

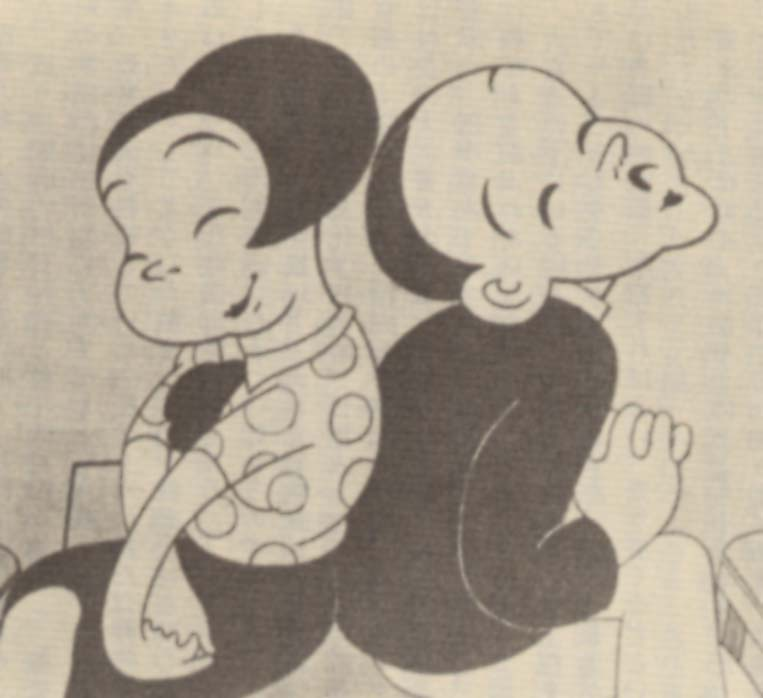
Capture d'écran du film Chikara to onna no yo no naka sorti en 1933.

- 1931 : Nansensu monogatari dai nihen: Kaizokusen
- 1931 : Nansensu monogatari dai ippen: Sarugashima
- 1931 : Bakahachi to jōshu-sama
- 1933 : Chikara to onna no yo no naka
- 1933 : Kaguya-hime
- 1934 : Shudan to tosei
- 1934 : San-ba no chō
- 1934 : Saiyuki
- 1934 : Gang to odoriko
- 1934 : Adauchi karasu
- 1935 : Mori no yosei
- 1935 : Chagama ondo
- 1935 : Tāchan no kaitei ryoko
- 1935 : Tāchan no kaibutsu taiji
- 1938 : Yakko no Takohei: Otomo wa tsuyoi ne
- 1939 : Mangwa: Shin saru kani gassen
- 1939 : Nyan no urashima
- 1939 : Benkei tai Ushiwaka
- 1942 : Fuku-chan kishu
- 1943 : Kumo to chūrippu
- 1946 : Sakura
- 1947 : Suteneko tora-chan
- 1948 : Tora-chan to hanayome
- 1950 : Tora-chan no kankanmushi